# Kopti
Kopti so etnično-verska skupina v Egiptu in največja krščanska ločina v državi.
Beseda izvira iz grške Αιγυπτoς, Aigyptos v pomenu Egipt preko arabske besede Qibt ali Qubt in je prvotna oznaka za prebivalce Egipta, potem ko so ga osvojili Arabci, pa samo še za egiptovske kristjane (monofizite). Koptska Cerkev se je odcepila v 5. stoletju predvsem iz dogmatičnih vzrokov od vzhodne Cerkve. Danes so Kopti potomci starih Egipčanov, ki niso niti po arabskem (641), niti po turškem (1517) osvajanju prevzeli islama, temveč so ostali kristjani. Danes jih živi okoli 3,5 milijona in so raztreseni po mestih Gornjega in Spodnjega Egipta; tudi označitev za etiopske kristjane, ki so bili podrejeni aleksandrijskemu oziroma kairskemu patriarhu. Danes jim načeluje patriarh v Kairu (do 11. stoletja v Aleksandriji). Vse do 20. stoletja je etiopska Cerkev pripadala koptski Cerkvi.
Poglavarja koptske cerkve prav tako nazivajo papež, navadno pa ga od rimskega razločijo s tem, da ga poimenujejo koptski papež ali Aleksandrijski papež.